# EuroAngels Hardball 19: Reverse Gang Bang Edition
EuroAngels Hardball 19: Reverse Gang Bang Edition (наслов није преведен на српски) је амерички порнографски филм из 2003. године. Филм је режирао Кристофер Кларк (енгл. Christopher Clark), а снимала кућа енгл. The Evil Empire. Филм је у Србији издало београдско предузеће Climax д.о.о. 2005. године. На омоту нема података о тиражу, али ту је интерна ознака X1 и каталошки бројеви.  86-85649-000-7 неважећи . и COBISS.SR-ID 138482188.

## Опис са омота
Осамнаест риба… до јаја, 18 слаткиша натакнутих само у Hardball #19. Ово би могли да назовемо контра Gangbang издање зато што у свим сценама, осим једне, учествују гомила риба и понеки срећковић.